# Lagoa Dourada
Lagoa Dourada es un municipio brasileño del estado de Minas Gerais. Su población estimada en 2018 es de 12 953 habitantes, según el Instituto Brasileño de Geografía y Estadística (IBGE).

## Historia
La minería fue factor responsable de la fundación de Lagoa Dorada que surgió, alrededor de 1625 por los bandeirantes que recorrían Minas Gerais en busca de oro o para catequizar indígenas. Una bandeira, encabezada por Oliveira Leitão, fundó un poblado que recibió el nombre de Alagoas. En el sitio existía una laguna donde el oro, según consta en aquella época, se reflejaba en la superficie, en forma de nata. Esto llevó a los habitantes a denominar el sitio como Lagoa Dourada (en español «laguna dorada»). Otras actividades colaboraron con la evolución de la comunidad, especialmente la agricultura y ganadería.
En 1832 se creó el distrito de Lagoa Dourada, subordinado al municipio de Prados. En 1911 adquirió la autonomía municipal. Entre 1938 y 1962 el municipio incluyó el distrito de Casa Grande.
Desde 2009 investigadores intentan restaurar la obra de un escultor barroco minero (también llamado Maestro de Lagoa Dourada) que vivió y trabajó en la región del Campo das Vertentes entre el final del siglo XVII y el inicio del XVIII.

## Clima
Según la clasificación climática de Köppen, el municipio se encuentra en el clima tropical de altitud Cwa.

## Circunscripción eclesiástica
La parroquia local pertenece a la diócesis de São João del-Rei.